# Jára Cimrman
Jára Cimrman či Jára da Cimrman (úředně Jaroslav Cimrman) je fiktivní postava univerzálního českého génia (označovaného též Mistr), kterou vytvořili Jiří Šebánek a Zdeněk Svěrák.
Cimrman se poprvé objevil roku 1966 v rozhlasovém pořadu Nealkoholická vinárna U Pavouka v Československém rozhlase, a to jako řidič parního válce a sochař. Ještě téhož roku však autoři s dalšími spolupracovníky založili Divadlo Járy Cimrmana, které dodnes uvádí hry přisuzované Járovi Cimrmanovi a které zároveň zpracovávalo fiktivní život a dílo člověka, jenž je popisován jako génius a všeuměl. Jára Cimrman má v české kultuře značný ohlas a v roce 2005 dokonce získal nejvyšší počet hlasů v anketě Největší Čech.

## Umělecké zpracování

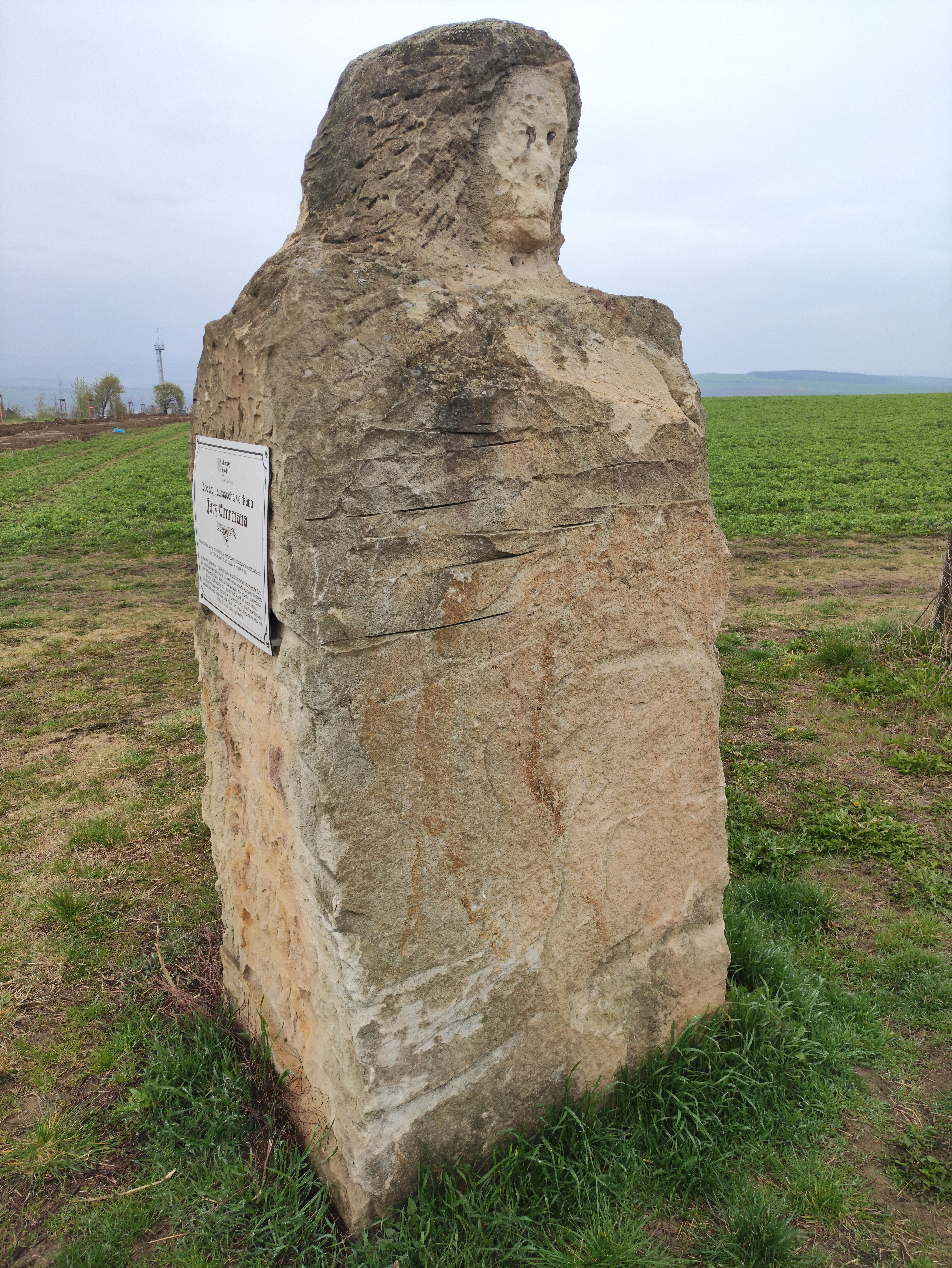
Nedokončená autosocha Járy Cimrmana v Uherském Brodě

### Vznik postavy
První zpráva o existenci českého velikána Járy Cimrmana se objevila 16. září 1966 v humoristickém pořadu (Nealkoholická) Vinárna U Pavouka v Československém rozhlase. Byl popsán jako řidič parního válce a sochař, neúspěšně vystavující v nafukovacím pavilonu předměty zdeformované tím, že je parní válec přejel. Reportáž vedl Zdeněk Svěrák. Na motivy jeho údajného života a díla byla vytvořena podstatná část repertoáru Divadla Járy Cimrmana.
Příjmení Cimrman vymyslel Jiří Šebánek podle chomutovského hokejisty Otto Cimrmana, jehož jméno slyšel dotyčný v rozhlase a zalíbilo se mu. Křestní jméno „Jára“ bylo dodáno, aby vzbuzovalo zdání uměleckosti. Jako hlavní předobrazy samotné postavy uvádějí autoři dobrušského technologického nadšence a naivistického malíře Aloise Beera (1833–1897), okrajového moravského spisovatele Václava Svobodu Plumlovského (1872–1956), gymnaziálního profesora, amatérského filosofa a vynálezce Jakuba Hrona Metánovského (1840–1921) a cestovatele a dobrodruha Jana Eskymo Welzla (1868–1948).

### Umělecké formy
Myšlenku založit Divadlo Járy Cimrmana dostal Šebánek v říjnu 1966 a spolu s kolegy Čepelkou, Smoljakem a Svěrákem ji záhy realizovali, přičemž režie se zpočátku ujala Helena Philippová. Na premiérovém představení bylo původním záměrem uvést dvě „Cimrmanovy“ hry, jednu Svěrákovu a jednu Šebánkovu. Protože ale Šebánek své dílo včas nedokončil a Svěrákův Akt byl na celovečerní program příliš krátký, jako nouzové řešení byla před něj zařazena ještě série přednášek seznamujících publikum se samotným Cimrmanem. Tyto tzv. „semináře“ se ukázaly být tak nosným a úspěšným formátem, že se staly pevnou součástí všech dalších představení – ke každé hře byly napsány specifické pseudovědecké texty, které se více či méně týkaly dotyčného Cimrmanova díla. Účinkující se tak stylizovali do odborníků (vědců – takzvaných cimrmanologů), kteří interpretují dílo Mistra jako součást své vědecké práce, a proto na ně nemohou být kladeny umělecké nároky jako na herce. Právě komická topornost a nehereckost jejich projevu se stala jednou ze značek Cimrmanova divadla.
Nejznámější pojetí cimrmanologie je z pera autorského tandemu Ladislav Smoljak a Zdeněk Svěrák. Jiří Šebánek s tímto směřováním nesouhlasil a již roku 1969 z divadla odešel. Později začal vytvářet vlastní cyklus vystoupení Salón Cimrman, jehož styl se více blížil suchému humoru Vinárny U Pavouka a jehož atmosféru dotvářela jazzová hudba Karla Velebného, dalšího dřevního cimrmanologa. Salón však nezískal ani zdaleka takovou popularitu jako Divadlo Járy Cimrmana, jehož divácky přístupnější tvorba postupně vešla do obecného povědomí.
V roce 1969 byl natočen pseudodokument Stopa vede do Liptákova, na němž se ještě společně podíleli Svěrák, Šebánek a Velebný. Bylo to první filmové dílo věnované Cirmanovi.
V roce 1983 natočili Ladislav Smoljak a Zdeněk Svěrák (tehdy už etablovaní autoři filmových komedií) divácky úspěšný film Jára Cimrman ležící, spící, který pojednává o Mistrově životě a díle v historických souvislostech. Titulní roli ztvárnil Svěrák. V roce 1984 pak navázali filmem Rozpuštěný a vypuštěný, který sice Cimrmana přímo nezmiňuje, ale vychází z jeho fiktivních děl (zejména ze hry Vražda v salonním coupé) a postav (inspektor Trachta, továrník Bierhanzl a další). Hořká komedie Nejistá sezóna z roku 1987 je pak autobiografickým pohledem do zákulisí divadelního souboru, který připravuje premiéru nové hry a zároveň se musí vypořádat se zásahy komunistických orgánů.
V roce 2007 byl natočen krátký pseudodokument Expedice Altaj – Cimrman mezi jeleny a v roce 2023 cestopisná minisérie Stopy Járy Cimrmana.

## Cimrmanův životopis
Tvůrci literární postavy Járy Cimrmana, především protagonisté Divadla Járy Cimrmana a dále Jiří Šebánek, během let propracovali jednotlivé aspekty života tohoto fiktivního génia. Podle nich se Jára Cimrman narodil ve Vídni mezi lety 1853 až 1884. Jeho otcem byl český krejčí Leopold Cimrman a matka rakouská herečka Marlene rozená Jelinková. V útlém věku byl vychováván jako dívka, aby donosil šaty po své sestře Luise. I přes svůj původ se cítil být Čechem, o čemž prý svědčí poslední zápis z jeho deníku, kde vyjadřuje touhu „uvidět svou vlast Böhmen“. Podle narativu Divadla Járy Cimrmana byl jedním z největších světových dramatiků, básníků, hudebníků, učitelů, cestovatelů, filozofů, vynálezců, vědců, kriminalistů a sportovců své doby.
Místem Cimrmanova stáří měla být dle semináře ke hře Akt (a dalších) fiktivní pojizerská obec Liptákov. Od této obce se následně odvíjí příběh, kterým herci Divadla Járy Cimrmana popisují „znovuobjevení“ osobnosti Járy Cimrmana – právě tam byla totiž nalezena truhla s géniovým dědictvím. Podle semináře k Poslu z Liptákova Cimrmanova stopa mizí v Liptákově na samém počátku první světové války. V semináři ke hře Lijavec se jako možné místo Cimrmanova dožití označuje starobinec ve Frymburku, z kontextu ale vyplývá, že v tom případě by se mezitím do Liptákova už nedostal. Šebánkova vědecká skupina Salónu Cimrman pro změnu objevila stopy Cimrmanova působení a snad i jeho hrob ve vesničce Šemanovice na Kokořínsku.
Ve filmu Jára Cimrman ležící, spící Cimrman Liptákov opouští, aby se do něj později vrátil a přežil zde v přestrojení za muzejní průvodkyni až do současnosti (rok 1983). Poslední uvedená hra Divadla Járy Cimrmana, České nebe, však přináší převratnou informaci, že Jára Cimrman žil a tvořil ještě i během první světové války a tuto hru napsal v Dymokurech.
V posledním díle seriálu Stopy Járy Cimrmana je uvedena informace, že Cimrman možná tragicky zahynul 21. května 1921 na Kokořínsku, následně však doktor Brukner a magistr Táborský, přední čeští cimrmanologové, na vlastní oči spatří v pražské kavárně Louvre záhadného hosta Jaroslava Tesaře, což není nikdo jiný než stařičký Jára Cimrman (německy Zimmermann znamená „tesař“), který pravidelně chodí na toto místo tvořit. Vzhledem k roku tohoto objevu (2023) by už byl bezpochyby nejstarším člověkem na světě.
O Cimrmanově soukromém životě, natož potomcích, nebylo dlouho nic známo. Teprve vyslaná sedmičlenná expedice objevila v liptákovské hospodě U Sirotků mezi spícími štamgasty jedince s dědičným „pahrbkem geniality“ na temeni hlavy – liptákovského občana Josefa Schmoranze, který je s nejvyšší pravděpodobností Cimrmanův vnuk (potomek syna vzešlého z blízkého Cimrmanova přátelství s paní nadlesní Schmoranzovou). Je slavnostně představen ve druhé části semináře představení Posel z Liptákova (ztvárňuje ho zpravidla nějaký kulisák či představitel malých rolí). Povoláním je úředník, ačkoliv se přednášející původně domnívá, že jde o pyrotechnika, což má dokazovat typickou cimrmanovskou odvahu.

### Cimrmanovo dílo

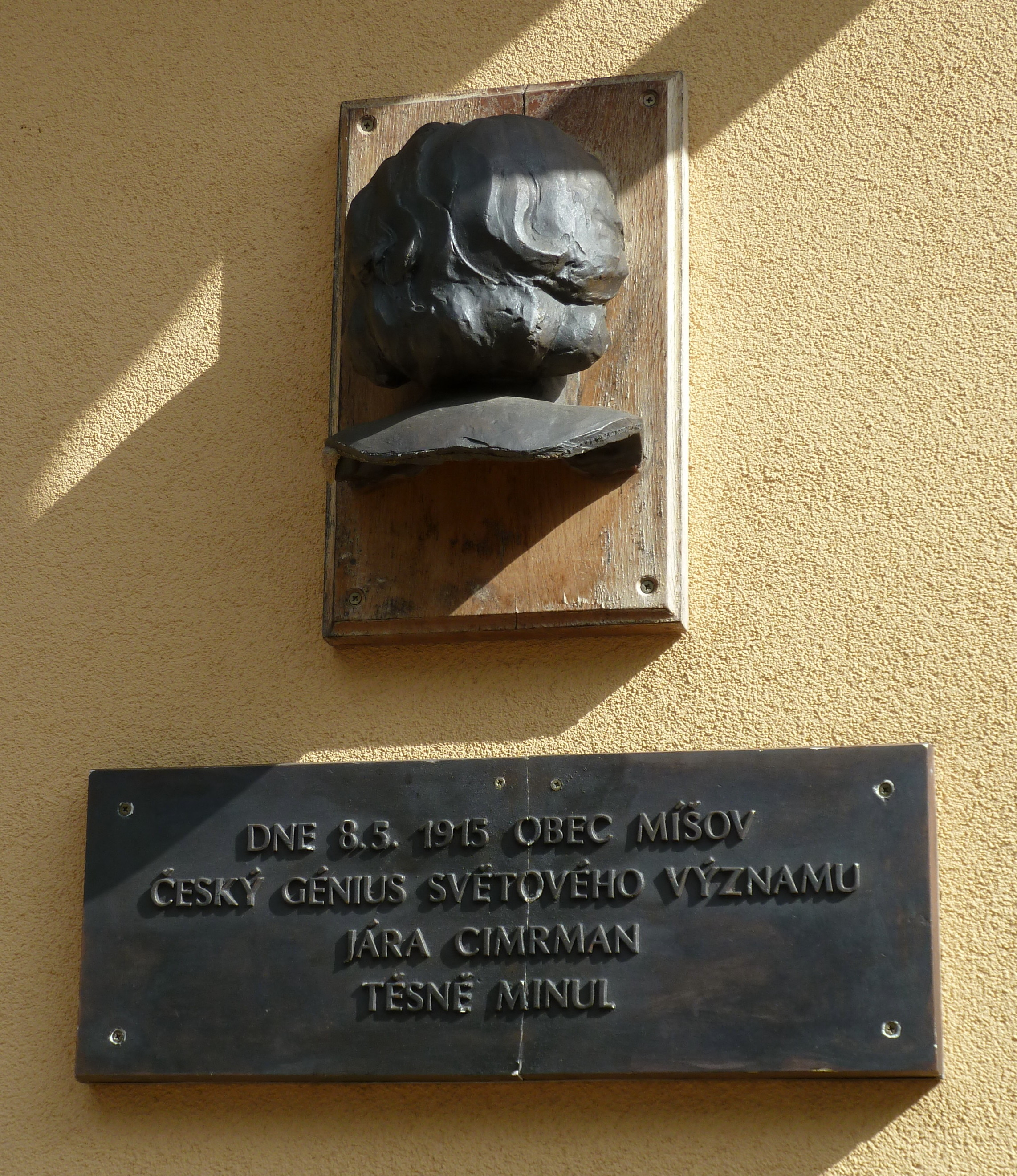
Plaketa na Cimrmanovu počest v obci Míšov

Jára Cimrman předložil americké vládě projekt Panamského průplavu včetně libreta stejnojmenné opery. Reformoval haličské školství. S hrabětem Zeppelinem konstruoval první vzducholoď s tuhou konstrukcí ze švédské oceli a s gondolou z českého vrbového proutí. Jako anarchista vyhoštěný z Německa si nesl v osobních dokladech záznam „strůjce nepokojů“, což vedlo švýcarskou firmu Omega k nabídce, aby zdokonalil setrvačník dámských hodinek Piccolo. Zároveň v těžkých podmínkách tamních Alp zavedl (a po nějaký čas také vykonával) funkci porodního dědka. Dále zkoumal život polárních Samojedů a na útěku před vyhladovělým kmenem Mlasků minul severní pól o pouhých sedm metrů. V Paraguayi založil loutkové divadlo. Ve Vídni založil kriminalistickou, hudební a baletní školu. Vedl obsáhlou korespondenci s G. B. Shawem, na niž bohužel zarputilý Ir neodpovídal. Vynalezl jogurt. Nezištně pomáhal řadě světových velikánů: manželům Curieovým nanosil do sklepa na vlastních zádech pětačtyřicet puten smolince, prof. Burianovi asistoval při prvních plastických operacích, Edisonovi předělal pupík na objímce jeho první žárovky, Eiffelovi sehnal podnájem, J. V. Sládkovi opravil původně chlípný závěr jeho známé básně Lesní studánka, Čechovovi pochválil novou knihu povídek a pohnojil višňový sad. Je také tvůrcem filozofie externismu. Jako vášnivý přírodovědec objevil monopól. Tento objev však upadl v zapomnění, neboť ekonomy 20. století došlo k záměně. Vymyslel označení pro sněžného muže „Játy“, který byl později Angličany zkomolen a převzat jako „Yetti“. Objevil také CD (Cimrmanův disk) znovuobjevený roku 1979 a nazvaný kompaktní disk. Cimrman však místo dnešního polykarbonátu používal ekologický včelí vosk. Další vynálezy: dvoudílné plavky, plnotučné mléko, princip internetu a mnoho dalších. Jeho vizionářství dokládá, mimo jiné, i mistrův výmluvný epitaf:
| „                 | Budoucnost patří aluminiu. | “ |
| — Jára da Cimrman |                            |   |

Největším Mistrovým operetním dílem je jeho sedmihodinová operetní freska Proso.

### Vlastenectví

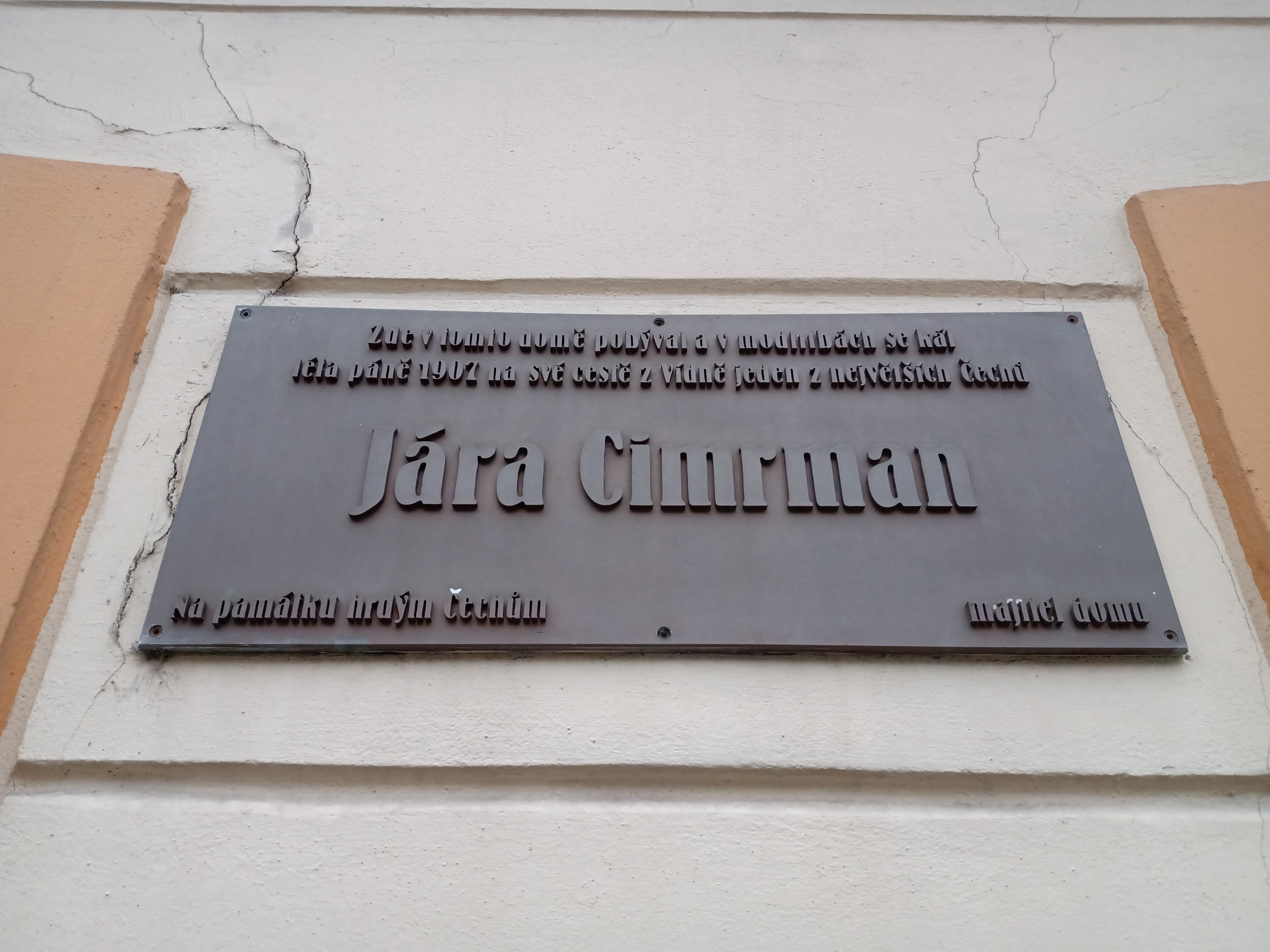
Deska „Na památku hrdým Čechům“ připomínající pobyt Járy Cimrmana v Českých Budějovicích v roce 1907

Jakkoliv měl Jára Cimrman neklidnou krev, vždy se rád vracel domů, do Čech. Vlastenectví je nejvýraznějším rysem jeho osobnosti. Pro ně trpěl v habsburských žalářích, pro ně se naučil téměř plynně česky. Pro ně – a to nejlépe osvětluje vroucnost jeho češství – se dokázal rozejít i s nejlepším přítelem Aloisem Jiráskem. Nemohl mu totiž odpustit, že zařadil do svých Starých pověstí českých příběh o blanických rytířích, čekajících v nitru hory, aby přispěchali národu na pomoc, až bude nejhůře. „Protože za celých tři sta let habsburského útlaku nikdy nevyjeli,“ vyčítá mu v dopise Cimrman, „deprimuješ tak národ vyhlídkou, že to, co prožívá, není ještě nic proti tomu, co teprve přijde.“ České vlastenectví je dokazováno i zápisem v Cimrmanově deníku: „Chtěl bych vidět svou rodnou vlast Böhmen.“

### Nález pozůstalosti

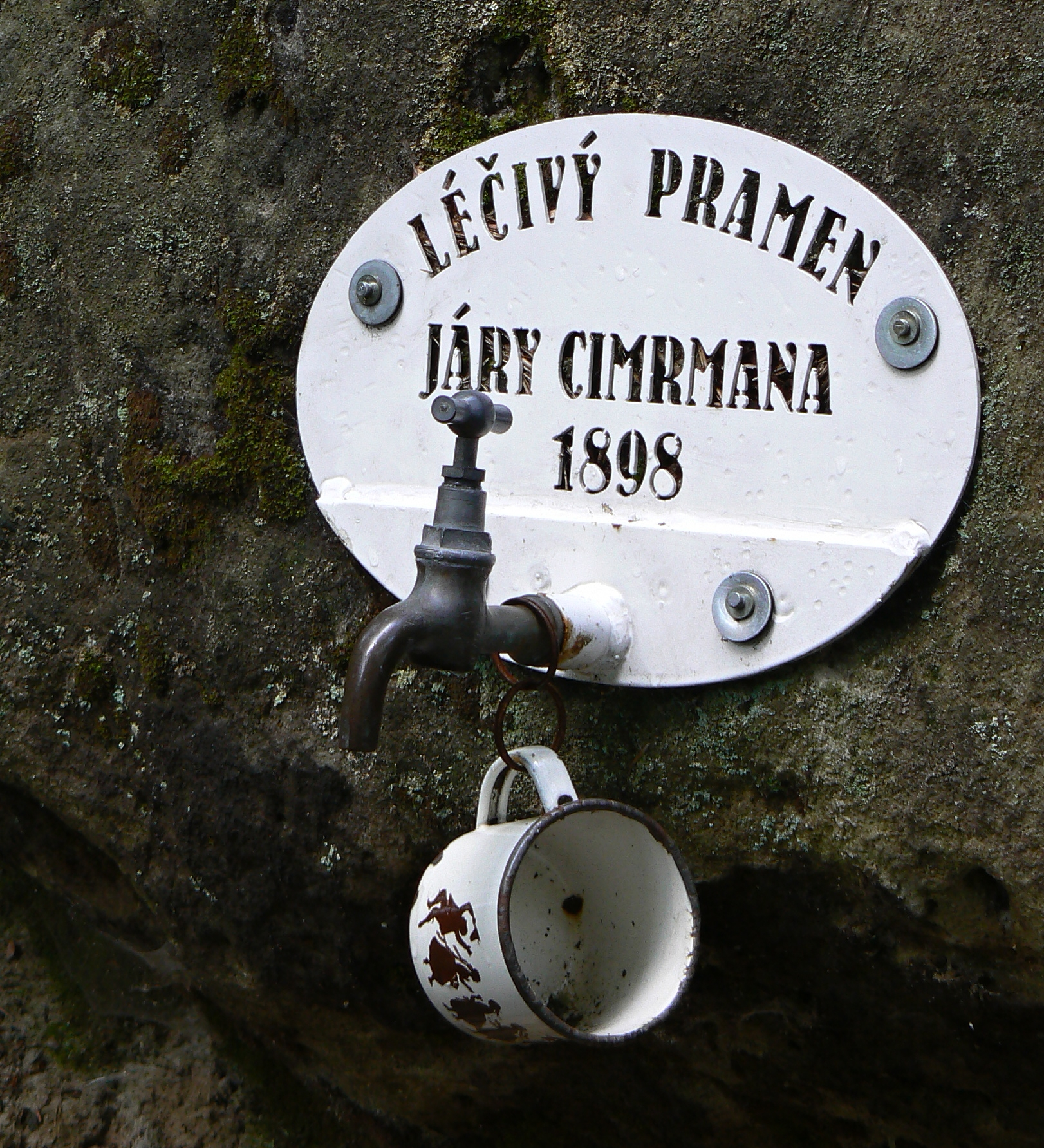
Pramen Járy Cimrmana v oblasti Kokořínska – pramen bez vody

Teprve 23. února, v deset hodin pět minut dopoledne, kolem roku 1966, byla v pojizerské vesničce Liptákov nalezena truhla s významnou částí Mistrovy pozůstalosti. Nalezené dokumenty inspirovaly o rok později v Praze vznik Společnosti pro rehabilitaci osobnosti a díla Járy Cimrmana, která prostřednictvím tisku, rozhlasu a zejména pak divadla, nesoucího Mistrovo jméno, popularizuje Cimrmanův duchovní odkaz.

### Salon Cimrman
Paralelní scéna Salon Cimrman, kterou založil Jiří Šebánek, Martin Zákravský, Karel Velebný a později účinkoval i Miloň Čepelka, rozvíjela Cimrmanův odkaz svébytným způsobem.

## Význam a ohlasy

### Vítězství v soutěžích
Cimrman získal největší počet hlasů v celonárodní anketě Největší Čech, ale byl z konečného pořadí vyřazen a byla mu udělena jen čestná cena. V roce 2010 získal Jára Cimrman nejvíce hlasů v televizní soutěži o sedm divů České republiky, kde porazil např. Karla IV., kontaktní čočky nebo české pivo. V červenci 2007 v anketě iDnes.cz, v níž čtenáři navrhovali možné protikandidáty Václava Klause na funkci prezidenta České republiky, získal Jára Cimrman druhý nejvyšší počet nominačních hlasů, po Karlu Schwarzenbergovi. Z dalšího hlasování byl však redakcí vyloučen.

### Objekty pojmenované po Cimrmanovi
Po Cimrmanovi byla pojmenována planetka Járacimrman, která byla ztracená a znovuobjevená podobně jako podle legendy dříve zapomenutý Jára Cimrman. V roce 2005 byla v místní části Semil Nouzov otevřena Cimrmanova nejnižší rozhledna na světě. Dne 17. června 2007 byla v Březové nad Svitavou za přítomnosti Zdeňka Svěráka, Jaroslava Weigela a Miloně Čepelky slavnostně otevřena Dobře ukrytá rozhledna Járy Cimrmana. V červnu 2010 došlo ke slavnostnímu odhalení sochy s názvem „Jára Cimrman v mlze“ na balkóně kina Jas v Tanvaldu. Při této příležitosti bylo také kino přejmenováno na Kino Jas Járy Cimrmana. V Příchovicích v Jizerských horách stojí od roku 2013 rozhledna s názvem „Maják Járy Cimrmana“. V roce 2014 byl na zahradě Přírodovědecké fakulty Jihočeské univerzity v Českých Budějovicích odhalen Ohryzek Járy Cimrmana.
V Prachovských skálách je jedna ze skal (věž) pojmenována Jára Cimrman. Poblíž jsou i skalní věže Inspektor Trachta či Bierhanzl.
Od roku 2014 je po Cimrmanovi pojmenována Základní škola Járy Cimrmana Lysolaje. Nový název byl zaveden v souvislosti s rozdělením lysolajské základní a mateřské školy na dvě samostatné organizace.
Zoolog Vladimír Vohralík pojmenoval v roce 2002 po Járovi Cimrmanovi poddruh myšice malooké žijící v severozápadních Čechách – Apodemus uralensis cimrmani. Je to jediný český endemit mezi obratlovci. Po Cimrmanovi byli pojmenováni i štíři Heterometrus cimrmani, Parabuthus cimrmani a Butheoloides cimrmani. Po Cimrmanovi je pojmenován i druh ostružiníku ostružiník Járy Cimrmana (Rubus jarae-cimrmanii). Cimrmanovo jméno také nese střevní kokcídie parazitující u chameleona jemenského Isospora jaracimrmani (Modrý, 1995).
V Letohradu byl roku 2004 odhalen pomník Járy Cimrmana, v roce 2010 bylo zřízeno Cimrmanovo muzeum a světnička a v roce 2012 po něm byla pojmenována jedna místní ulička.
V roce 2015 byla přejmenována ZUŠ Františkovy Lázně na ZUŠ Járy Cimrmana Františkovy Lázně.

#### Seznam ulic

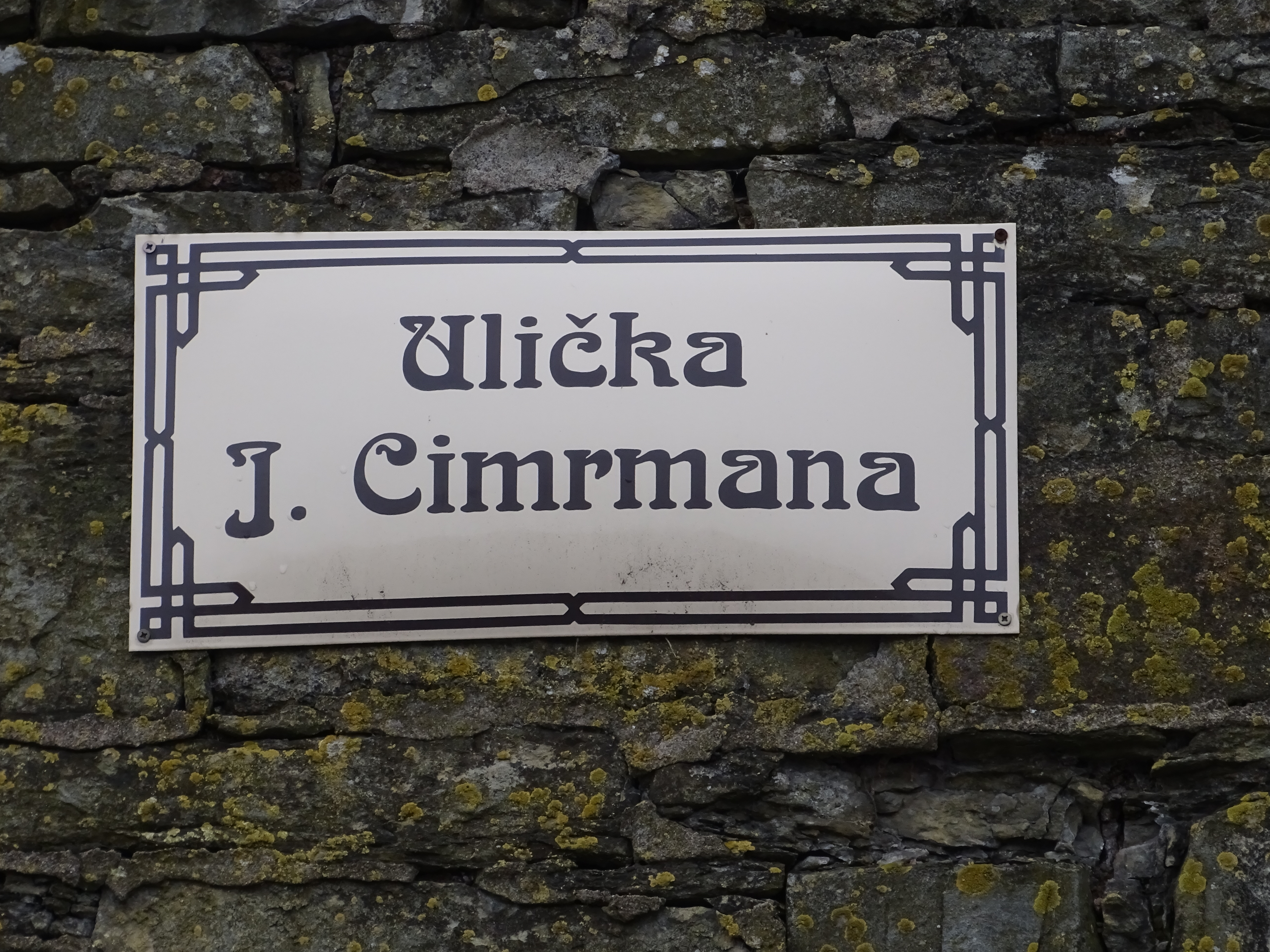
Ulička J. Cimrmana v Letohradě

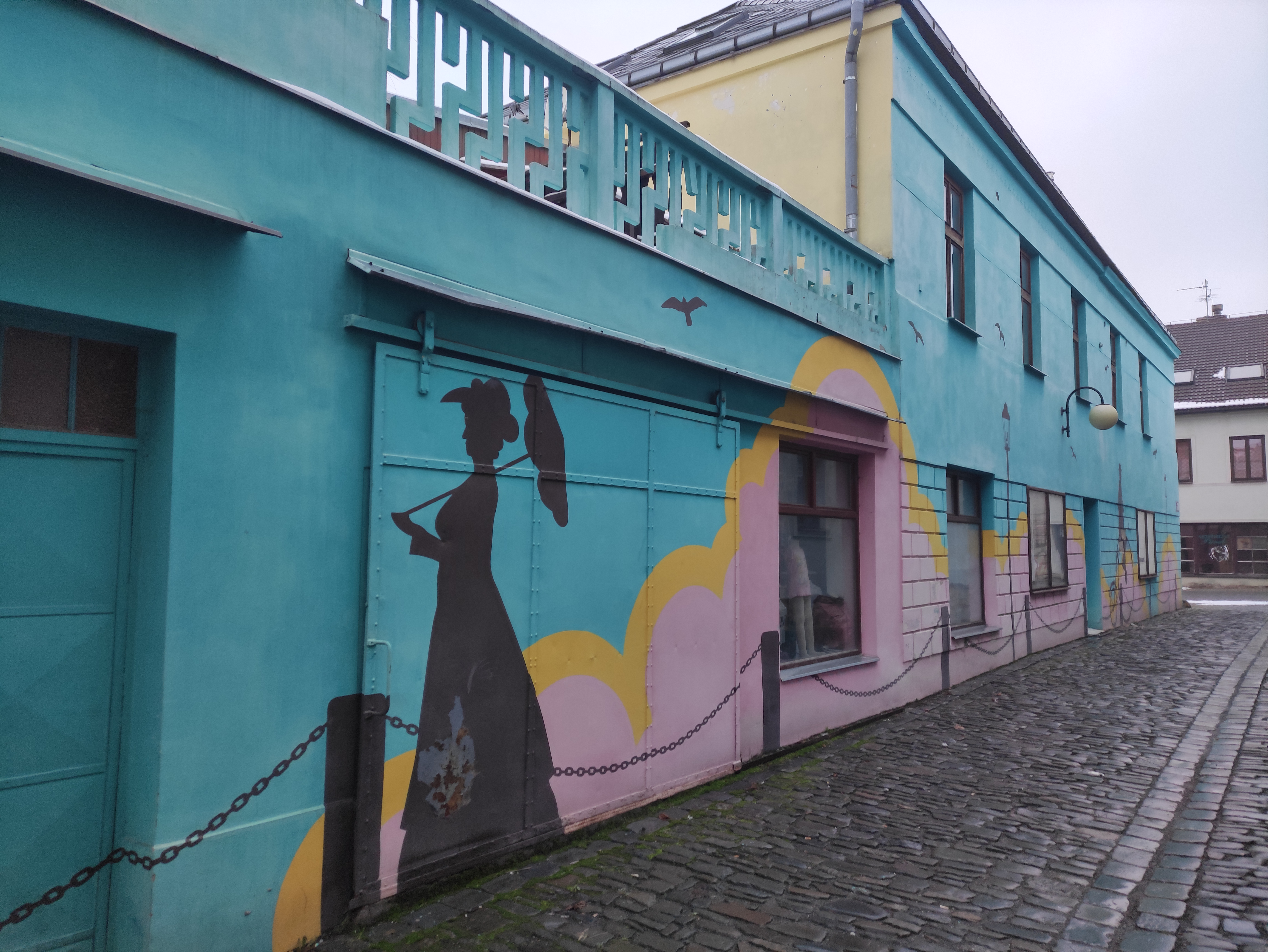
Nábřeží Járy Cimrmana v Lipníku nad Bečvou

Na území České republiky se nachází několik obcí, ve kterých je ulice pojmenovaná po Járovi Cimrmanovi:
- Brno-Řečkovice – ulice Járy Cimrmana,[26]
- Český Těšín, slepá ulička Járy da Cirmrmana[27]
- Dačice – ulice Járy Cimrmana,
- Homole – ulice Járy Cimrmana,[28]
- Horšovský Týn – ulice Járy Cimrmana,[29]
- Chleby – ulice Járy Cimrmana,
- Chyňava – ulice Járy Cimrmana,
- Kunice – ulice Járy Cimrmana,[30]
- Lipník nad Bečvou – nábřeží Járy Cimrmana,[31]
- Lysá nad Labem – ulice Járy Cimrmana,
- Olomouc – ulice Járy da Cimrmana,[32]
- Roztoky - ulice Járy Da Cimrmana, [33]
- Stará Huť – okružní třída Járy Cimrmana,[34]
- Tuklaty – ulice Járy Cimrmana,[35]
- Unhošť – ulice Járy Cimrmana.

Neoficiálně je pak jedno prostranství v Letohradě označeno jako ulička J. Cimrmana.
V Nymburku vzniká iniciativa pro pojmenování.

#### Databáze stop Járy Cimrmana

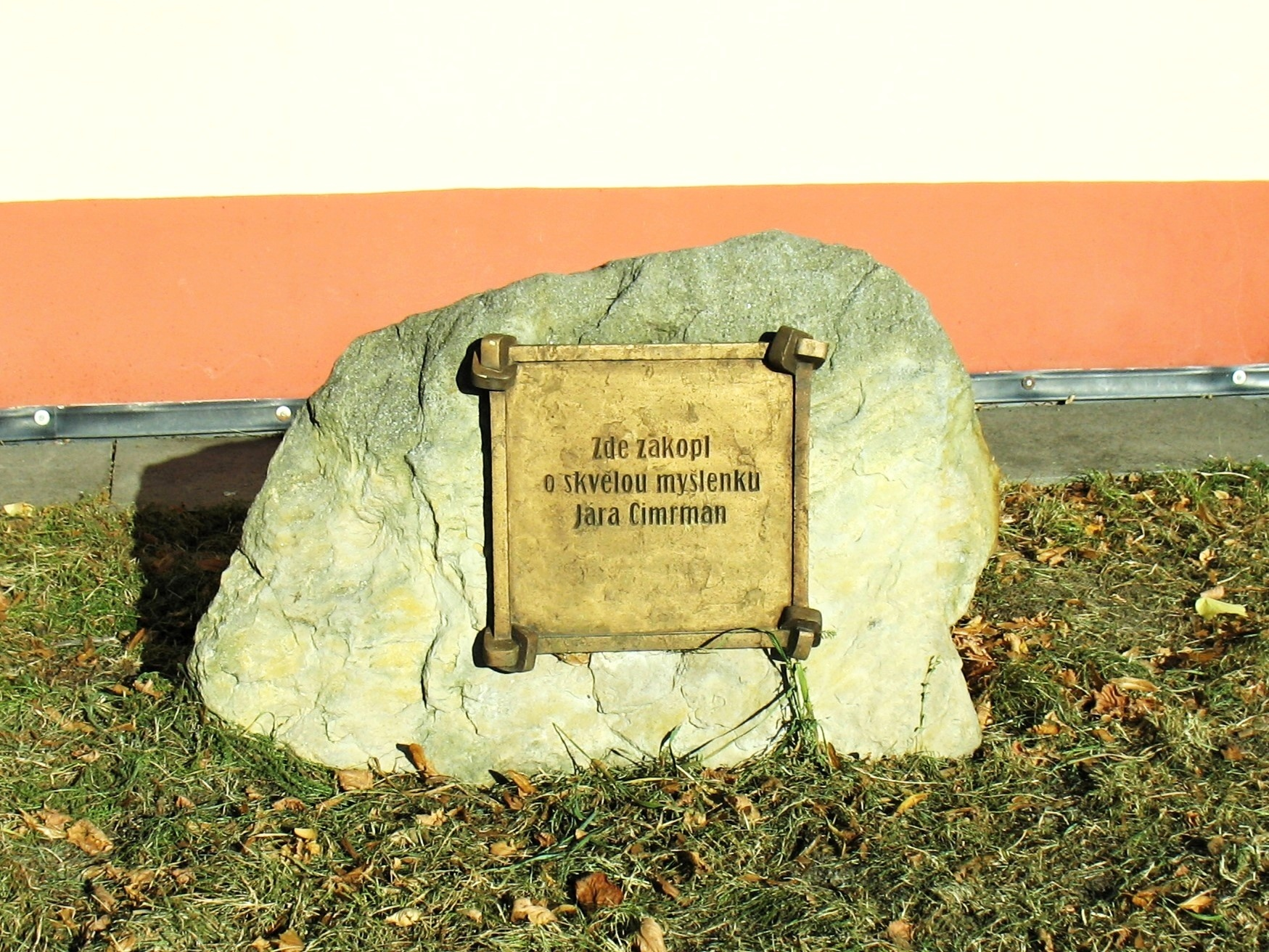
Deska uprostřed památkově chráněné návsi v Byšičkách u Lysé nad Labem na Nymbursku

Roman Kučera z Bratislavy sesbíral a na webové stránce Cimrman.sk publikuje největší databázi stop Járy Cimrmana. Místa (např. uličky, pamětní desky, vyhlídky), na kterých je upomínána tato fiktivní postava univerzálního českého génia, jsou zanesena do mapy a doplněna fotografií. Počin byl zaregistrován do České databanky rekordů 26. ledna 2023.

### Expedice Altaj Cimrman
V srpnu 2007 zdolala česká horolezecká expedice Altaj Cimrman bezejmenný vrchol vysoký 3 610 m v pohoří Altaj (nad údolím Tekelju, nedaleko nejvyšší hory Altaje Běluchy, na 49°53′4″ s. š., 86°36′4″ v. d.). Účastníci expedice, mezi nimiž byli i herci Divadla Járy Cimrmana, podali oficiální žádost u altajské vlády o pojmenování tohoto vrcholu jako Jára Cimrman, žádosti bylo vyhověno, v podtitulu by měla nést označení hora česko-altajského přátelství. Již v době přípravy expedice, jejíž součástí byla i sbírka s názvem „Národ tobě“, se objevil odpor proti expedici a jejímu nápadu pojmenovat snad dosud nezlezenou a nepojmenovanou altajskou horu po českém velikánovi. Kromě komerčního pojetí celé expedice byla důvodem nesouhlasu skutečnost, že všechny altajské hory již velmi pravděpodobně mají místní názvy, které navíc podle místních zvyklostí nenesou jména lidí. Poměrně rychle a s výrazně nižšími finančními náklady byla uspořádána malá expedice čtyř lidí, kteří na horu vystoupili dříve (9. července 2007) a navrhli pojmenovat tuto horu Tekelju Bažy.

### Poštovní známky
V listopadu 2014 vydala Česká pošta známky v nominální hodnotě A a Z (pro obyčejné zásilky v tuzemsku a do zahraničí). Obsahovaly fiktivní podobiznu Járy Cimrmana a nápis „Jedna ze 136 možných podob Járy Cimrmana – vynálezce kruhové známky“. Autorem námětu byl jeden z herců Divadla Járy Cimrmana Jaroslav Weigel a grafickou podobu zpracoval jeho syn Michal. Šlo o první známku kruhového tvaru v historii českého poštovnictví.

### Pamětní medaile
V říjnu 2013 vydala Česká mincovna pamětní medaile k 45. výročí Divadla Járy Cimrmana. Křest proběhl v Malostranské besedě. Medaile jsou vyraženy ve zlatě, stříbře a mosazi. Medaile jsou vyrobeny v omezené emisi – zlatých 500 kusů, stříbrných 1000 kusů a mosazných 2000 kusů. Část z výtěžků je určena organizaci Nadace Charty 77. Autory medaile jsou Jaroslav Weigel a Milan Sypěna.

## Divadelní a filmová ztvárnění
Postava Járy Cimrmana se přímo objevuje pouze v jediné hře Divadla Járy Cimrmana. Jde o hru Lijavec a roli Cimrmana v ní ztvárňuje Zdeněk Svěrák, dříve ji občas alternovali i Ladislav Smoljak, Jan Hraběta, Genadij Rumlena a Andrej Krob. V semináři k Poslu z Liptákova se objevuje Cimrmanův vnuk Josef Schmoranz, ztvárňují ho Petr Reidinger či Genadij Rumlena, v minulosti také Václav Kotek, Jan Kašpar, Josef Koudelka či Andrej Krob.
V filmu Jára Cimrman ležící, spící se role dospělého Cimrmana ujal opět Zdeněk Svěrák, Cimrmana v dětském věku hrál Filip Švarc, dospívajícího Cimrmana Jan Unger a starého Cimrmana Valerie Kaplanová. Cimrmanova otce Leopolda ztvárnil rovněž Zdeněk Svěrák, role Cimrmanovy matky Marlén Jelinkové-Cimrmanové byla svěřena Alici Štěchové a role jeho sestry Luisy Elišce Sirové.
Roli Jaroslava Tesaře, záhadného hosta pražské kavárny Louvre, si v minisérii Stopy Járy Cimrmana zahrál Jiří Šlupka Svěrák.
Cimrman se dále objevuje ve pseudodokumentárních snímcích Stopa vede do Liptákova a Expedice Altaj – Cimrman mezi jeleny, avšak pouze na nekvalitních záběrech či na velkou vzdálenost.